# Mala conducta
Mala conducta, est une telenovela chilienne diffusée en 2008 par Chilevision.

## Distribution
- Willy Semler - Pelayo Bobadilla
- Magdalena Max-Neef - Amelia Rodríguez
- María José Prieto - Flavia Inostroza
- Ignacia Allamand - Martina Bobadilla
- Tiago Correa - Félix Inostroza
- José Palma - Damián Bobadilla
- Álvaro Gómez - Rigoberto "Rigo" Bobadilla
- Juan Pablo Ogalde - Carlos Pelayo Bobadilla "Pelayito"
- Gonzalo Robles - Padre Plinio Bobadilla
- Marcela del Valle - Nicole Gallardo
- Rodrigo Bastidas - Patricio "Pato" Cabezón
- Jenny Cavallo - Carola Gallardo
- Pablo Macaya - Vladimir Cataldo
- Malucha Pinto - Ninfa Acevedo
- Ana María Gazmuri - Georgette Ventura
- Javiera Hernández - Donatella Naranjo
- Andrés Arriola - Kurt Curiche
- Ariel Levy - Pablo Parra "Carpa"
- Mauricio Diocares - Rolando "Rolo" Mendoza
- María José Bello - Dominga Magallanes
- Erto Pantoja - José María Magallanes "Josema"
- Tatiana Molina - Sabrina Sepúlveda
- Emilio Edwards - Iñaki Elorrieta / Ignacio Magallanes
- Francisco Pizarro - Diego "Rayo" Gutiérrez / David Gutiérrez
- Francisca Opazo - Valeska Serrano
- Alex Walters - Mario Ricapito
- Natalia Grez - María Chicharro
- Andrés Pozo - Marlon Bravo
- Héctor Lara - "Feto"
- Diego Bustos - "Pájaro"
- Jimmy Fredes - "Guatón Piscola"
- Gonzalo Valenzuela - Pedro Bello Olivares - Nataniel Olivares / Nataniel Bello
- Ángela Prieto - Octavia Viel / Olivia Inostroza
- Diego Casanueva - Pedro Bello Galán
- Osvaldo Silva - Máximo Bello
- Marcela Osorio - Maripepa Inostroza
- Dayana Amigo - Lucero Gallardo
- Nelly Meruane - Rosa Miranda de Bobadilla
- Patricia Larraguibel
- Ignacio Kliche - Orlando Batistuta

### Guest Stars
- Sergio Gajardo - Lenin Parra
- Mireya Moreno
- Paulina Hunt
- Mario Bustos
- Mara Coleoni
- Lorena Prada
- Dominique Gallego
- Patricia Irribarra
- José Alfredo Fuentes - Guillermo Gallardo
- François Soto